# シーマス・ケリー
シーマス・ケリー（Seamus Kelly、1991年5月30日 - ）は、アメリカ合衆国の元ラグビー選手。

## プロフィール
- アメリカ・ニューヨーク州ニューヨーク市出身。
- ポジションはセンター(CTB)。
- 身長 181cm、体重 92kg
- U20アメリカ代表に選ばれたことがある[1]。
- アメリカ代表キャップは23(2020年7月現在)でラグビーワールドカップ2015のアメリカ代表に選ばれた[2]。

## 略歴
グロスターを経て、2019年、ラグビー・ユナイテッド・ニューヨークに加入。同年、現役を引退した。